# Picris wagenitzii
Picris wagenitzii là một loài thực vật có hoa trong họ Cúc. Loài này được Lack miêu tả khoa học đầu tiên năm 1987.